# Weihergrund von Anspach

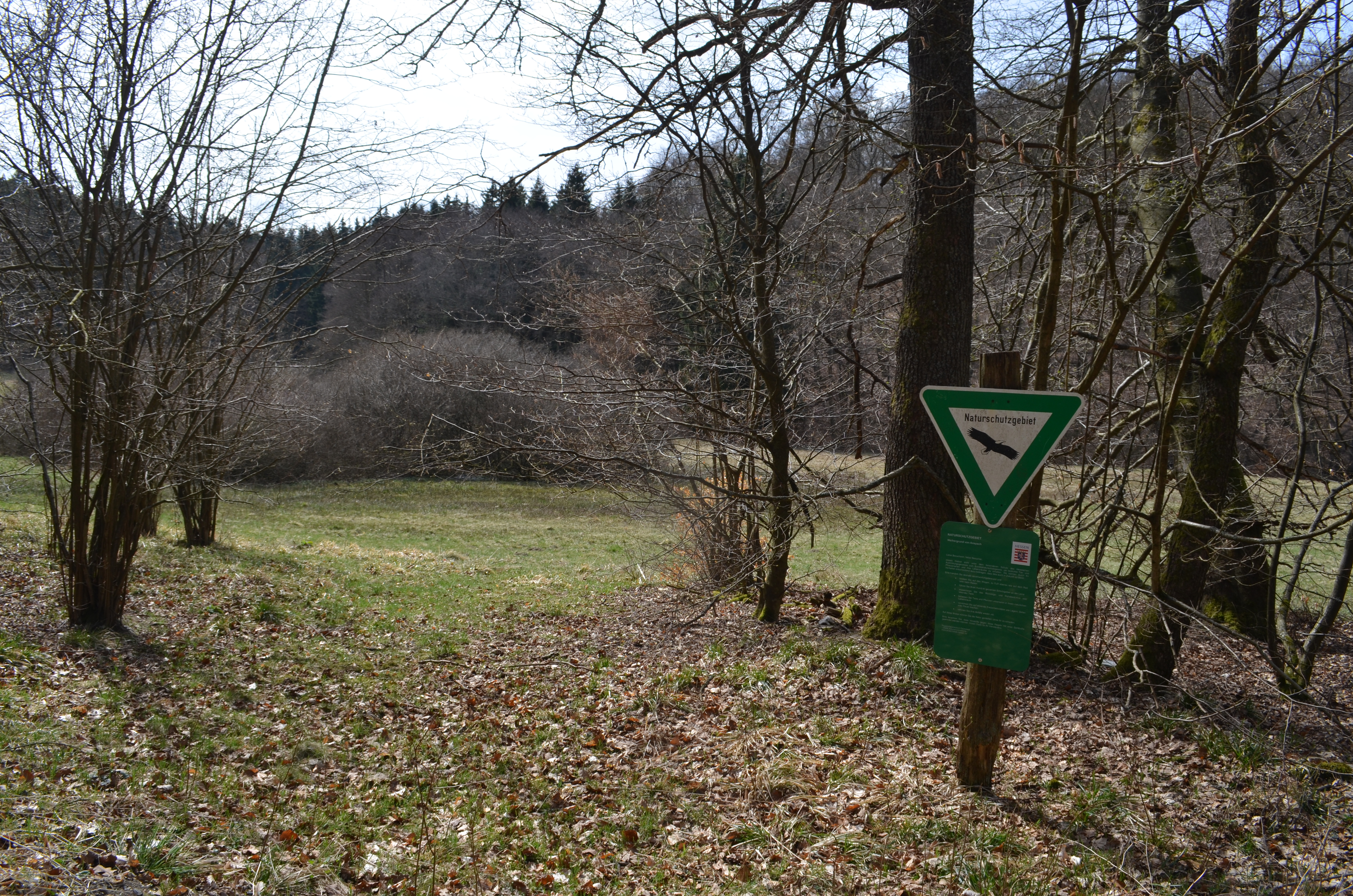
Weihergrund von Anspach

Der Weihergrund von Anspach ist ein Naturschutzgebiet in Neu-Anspach im Hochtaunuskreis.

## Das Naturschutzgebiet
Das Naturschutzgebiet mit einer Größe von 3,68 Hektar wurde 1986 unter Schutz gestellt. Es befindet sich überwiegend in der Gemarkung von Anspach und teilweise der von Arnoldshain. Es handelt sich um eine Wiesenaue des Aubachs unterhalb des Klingenbergs (Lage).

## Der Flurname
Der Flurname im weyer grundt (weyer = Wiese) ist erstmals 1744 überliefert.

## Das Opel-Jagdhaus

Opel-Jagdhaus 1916

Unmittelbar südlich des Naturschutzgebietes stand das sogenannte Opel-Jagdhaus (Lage). Dieses Jagdhaus wurde ab 1909 vom Frankfurter Architekten Alfred Engelhard für Fritz Opel erbaut.
1909 ersteigerte Fritz Opel die Jagd im Anspacher Jagdrevier (1.800 Hektar) für 9.600 Mark (in heutiger Kaufkraft rund 69.000 €). 1912 wurde die neoklassizistische Burg-Villa erbaut. Bis zu seinem Tod 1938 war Fritz Opel Pächter der Jagd. Seine Witwe Martha erwarb das Grundstück samt Gebäude im Oktober 1939 für 75.000 Reichsmark (in heutiger Kaufkraft rund 391.000 €). Die Jagd erhielt ihr Neffe Georg von Opel, der spätere Gründer des Opel-Zoos. Nach dem Zweiten Weltkrieg wurde das Anwesen am 24. August 1946 durch die US-amerikanische Besatzungsmacht beschlagnahmt und als Außenstelle der in Oberursel (Camp King) stationierten US Military Intelligence Group genutzt. Diese quartierte ehemalige deutsche Offiziere der früheren Abteilung „Fremde Heere Ost“ des Oberkommandos der Heeres ein. Etwa zwei Dutzend Personen arbeiteten im Jagdhaus, darunter Hermann Baun, der als Angehöriger der Abwehr während des gesamten Russlandfeldzugs der Wehrmacht die frontnahe Spionage koordinierte. So wurden ims Jagdhaus die ersten Schritte zur Formierung der Organisation Gehlen getätigt, aus der sich 1956 der Bundesnachrichtendienst (BND) formierte. 1950 endet diese Nutzung, das Haus stand seitdem leer und verfiel. Der Ort erfreute sich als Lost Place zunehmender Beliebtheit bei Urban Explorern. Bilder von 2016 zeigen Reste eines Außenpools, der Heizungsanlage und einiger Innenräume. Im Januar 2022 wurde die Ruine als Folge einer Abrissverfügung der Hochtaunus-Kreisverwaltung komplett beseitigt.
Zu Beginn der 1950er Jahre wurde neben der Villa eine Holzhütte für die deutsche Flugkapitänin Hanna Reitsch erbaut. Sie war zuvor im Oberurseler Camp King interniert und lebte nun zeitweise unter einem Decknamen im Anspacher Wald.

Opel-Jagdhaus 1916
Opel-Jagdhaus 1916, innen
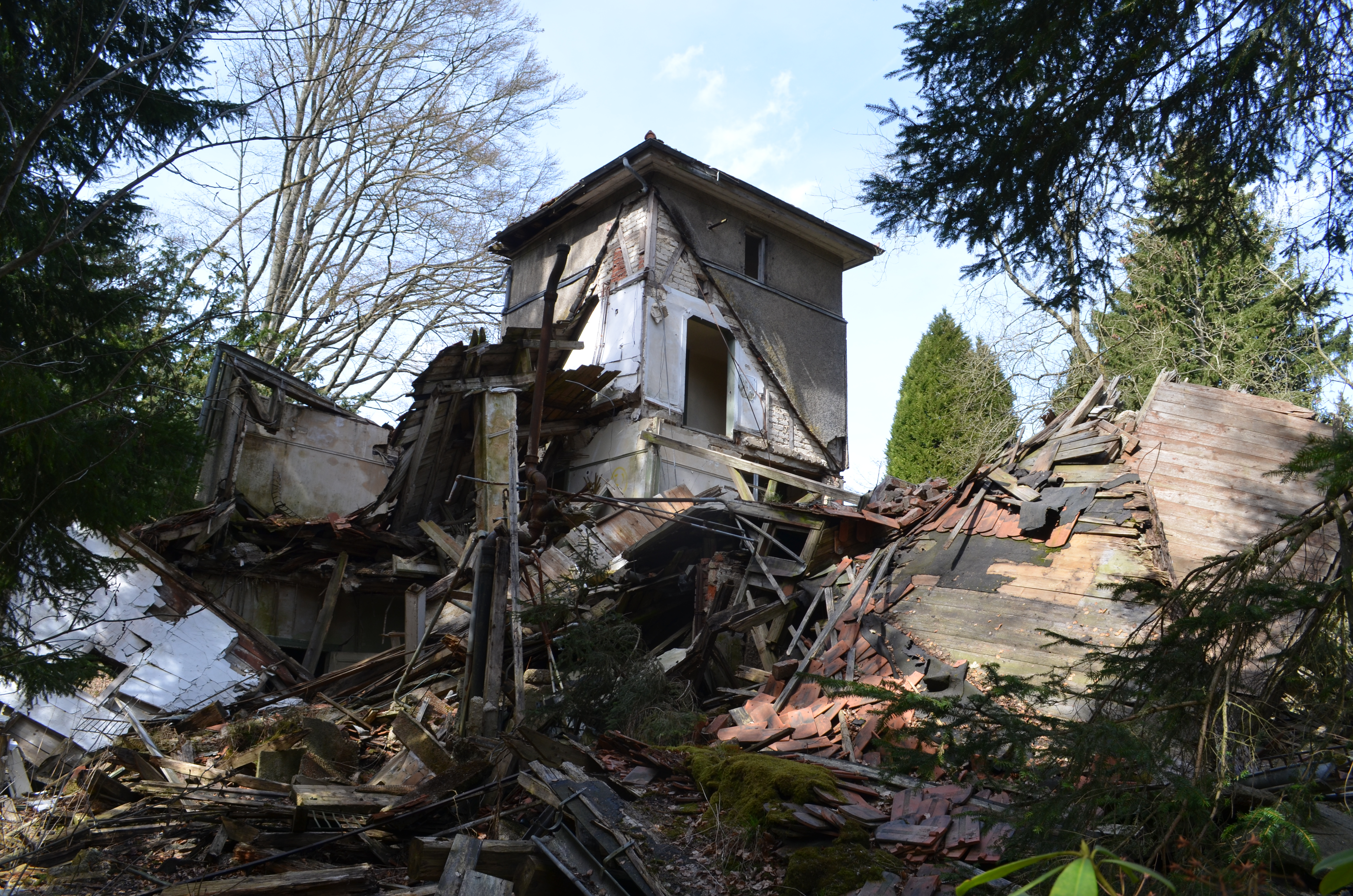
Opel-Jagdhaus 2015
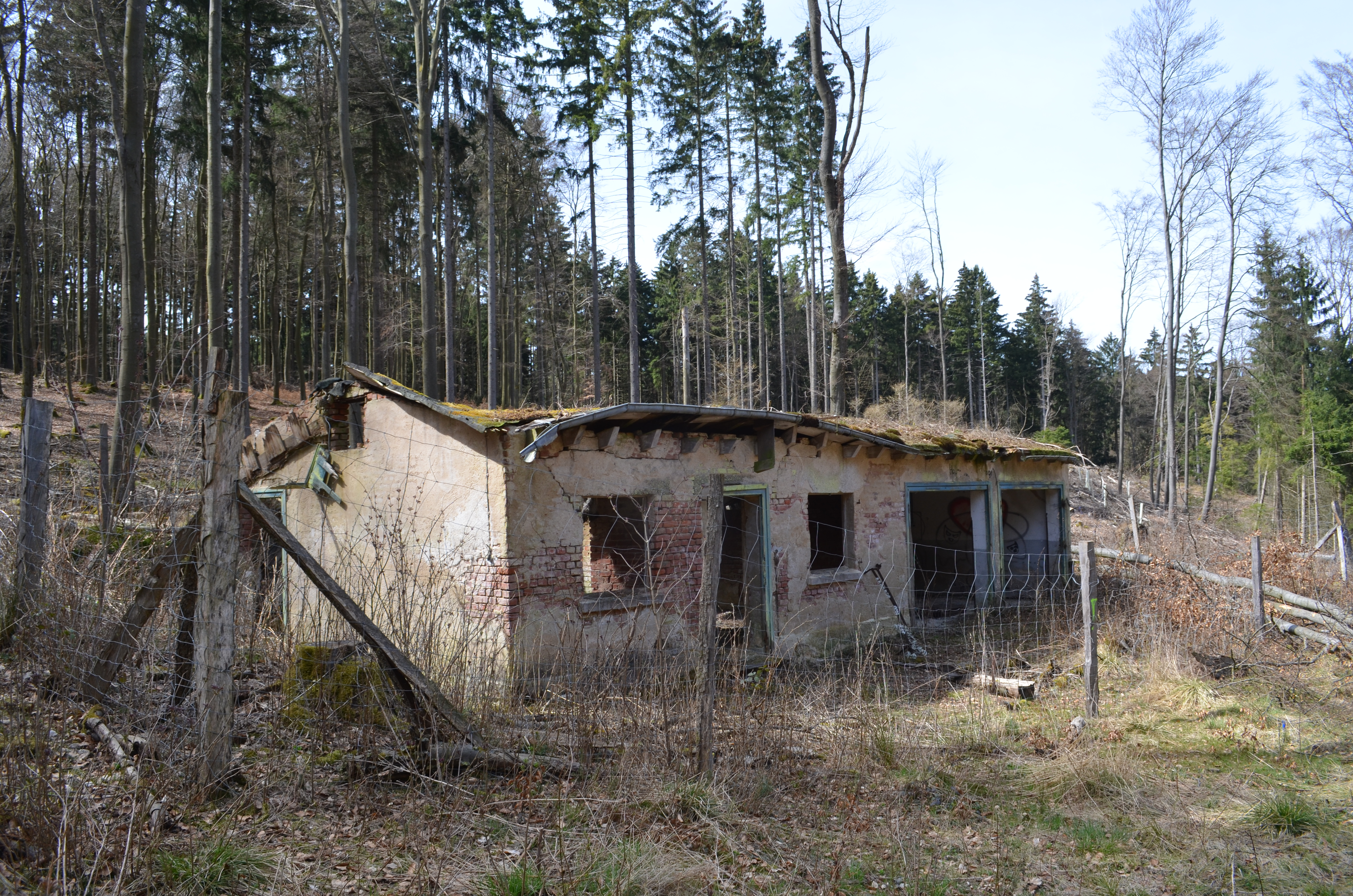
Garagengebäude

## Isabellengrube
Nördlich des Naturschutzgebietes an der Westseite des Weihergrundes (also auf Arnoldshainer Gebiet) befand sich ein Bergwerk zur Gewinnung von Eisenerz, die Isabellengrube (Lage). Erste Betreiber waren die Herren von Reifenberg, die 1686 im Mannesstamm erloschen. Siehe hierzu auch die Liste von Bergwerken im Taunus.